# Andrew Trimble
Andrew David Trimble (Coleraine, 20 ottobre 1984) è un ex rugbista internazionale per l'Irlanda, in carriera ala/estremo.

## Biografia
Nordirlandese di Coleraine, Trimble si formò rugbisticamente nel Ballymena e durante la frequenza in tale club rappresentò l'Irlanda a livello di Under-21.
Con il Ballymena esordì nel campionato irlandese e nel 2005 fu associato alla franchise di Celtic League dell'Ulster, con cui vinse il torneo alla sua prima stagione.
Debuttante in Nazionale irlandese nel 2005 a Dublino contro l'Australia, prese parte alla Coppa del Mondo di rugby 2007 in Francia e a quella del 2011 in Nuova Zelanda.
Non presente al Grande Slam irlandese del 2009, fu tuttavia decisivo nella conquista del torneo del 2014, marcando una meta grazie alla quale l'Irlanda poté battere la Francia 22-20 e concludere prima per differenza punti sull'Inghilterra.
Nella vita privata è sposato dal 2009, si dichiara cristiano evangelico molto religioso e, dopo un inizio di carriera universitaria in fisica, è passato agli studi teologici presso la Queen's University Belfast; è inoltre tifoso della squadra inglese di calcio del Liverpool di cui ammirava, da bambino, Steve McManaman.

## Palmarès
- Celtic League: 1
Ulster: 2005-06